# Lycosa yalkara
Lycosa yalkara là một loài nhện trong họ Lycosidae.
Loài này thuộc chi Lycosa. Lycosa yalkara được Fernando McKay miêu tả năm 1979.